# Кемаль Ганджалич
Кемаль Ганджалич ( (босн. Kemal Hanjalić; нар. 30 листопада 1939, Сараєво) — професор і доктор технічних наук у галузі термодинаміки та механіки рідин. Він є членом АНУ БіГ з 1981 року. Наукова та професійна діяльність Ханджалича включає фундаментальні та дослідницькі дослідження та застосування в галузі терможидкостних наук: розробка математичних моделей та експериментальні дослідження турбулентного потоку рідини, теплообміну, згоряння та магнітогідродинаміки, моделювання та оптимізація процесів та діагностика випробування теплотехнічних та термоенергетичних приладів.

## Біографія
Кемаль Ганджалич народився 30 листопада 1939 року в Сараєво, Боснія і Герцеговина (тодішнє Королівство Югославія). Там закінчив початкову школу, середню школу та механічний факультет. Він отримав ступінь магістра в 1966 році в університеті Бірмінгема з термодинаміки з магістерською роботою Передача тепла при модельованому кипінні нуклеатів., а докторську ступінь з механіки рідини в Імператорському коледжі науки і техніки Лондонського університету, двовимірною дисертацією асиметричний турбулентний потік в протоках Був деканом машинобудівного факультету в Сараєво (1984–85), мером Сараєво (1985–87), міністром науки і технологій у уряд Республіки Боснія і Герцеговина (1991–93), викладачем кількох світових університетів. Отримав кілька нагород та визнань.
З 1964 р. працює в Науково-дослідному центрі з термотехніки та атомної техніки, а також асистентом механічного факультету в Сараєво, де його було обрано викладачем у 1968 р., асистентом у 1972 р., доцентом у 1976 та професором у 1979 році. Кемаль Ганджалич викладав теплові турбомашини та механіку рідини.

## Трудова кар'єра
У липні 1991 року він поїхав до Нюрнберзького університету імені Єрлангена як запрошений професор. З 1993 р. він є професором Технологічного університету в Мічигані, США, а з 1994 р. — завідувачем кафедри термічно-рідинних наук Технічного університету Делфта в Нідерландах. 2005 по вересень 2006 року він працював запрошеним професором в Технічному університеті Дармштадта, а потім короткочасно в Краківському університеті. У 2007—2010 рр. Кемаль Ганджалич є професором та керівником ЄС Марії Кюрі на кафедрі механіки та аеронавтики Університету Сапієнца, Рим, де викладає в літньому семестрі 2011 року.

## Досягнення
Кемаль Ганджалич є членом Американської асоціації інженерів, Американського товариства фізиків, Міжнародної асоціації гідравлічних досліджень та Європейського співтовариства з потоку, турбулентності та горіння. Також є членом Британської Королівської інженерної академії Кемаль Ганджалич є членом-кореспондентом Академії наук і мистецтв Боснії та Герцеговини (ANU БіГ) з 1981 р. та повноправним членом з 1989 р. Автор кількох тисяч фахових статей, один із членів промислового консорціуму для машинобудівного факультету в Сараєво, який ініціював та керував будівництвом нового приміщення у 1989 р.

## Нагороди
- Орден праці зі срібним вінком СФРЮ (1980)
- Премія БіГ (1987, 27 липня)
- Орден Лева Фінляндії (1987)
- Премія за дослідження Макс-Планка (1992)
- Орден Оранж-Нассау від королеви Нідерландів (2010)